# Кияшко, Андрей Иванович
Андрей Иванович Кияшко  (30 ноября 1857, Екатеринодар, Российская империя — 13 декабря 1917, Ташкент, Российская республика) — губернатор Забайкальской области, потомственный кубанский казак. Генерал-лейтенант (14 апреля 1913). Брат И. И. Кияшко.

## Биография
Исследователь-биограф Андрея Ивановича Н. В. Кияшко использует следующую периодизацию его жизни: кубанский период, деятельность в Забайкалье, последний период жизни (назначение в Семиречье).

### Кубанский период
Родился 30 ноября 1857 года. Получил образование в Кубанской войсковой классической гимназии и в 1-м военном Павловском училище. В 1881 году произведён в хорунжие в Таманский конный полк Кубанского казачьего войска. В 1883 году участвовал в экспедиции генерал-майора А. И. Глуховского по исследованию старого русла реки Амур-Дарьи между Аральским и Каспийским морями. В 1891 году окончил Николаевскую академию Генерального штаба по 1-му разряду и назначен на службу в Закаспийскую область, где он последовательно занимал должности помощника старшего адъютанта штаба войск области. Состоя на службе в области год, командовал ротой в 1-м Закаспийском стрелковом батальоне. В 1896 году произведён в подполковники и назначен старшим адъютантом штаба Приамурского военного округа. В 1897 году назначен помощником начальника войскового штаба Кубанского казачьего войска. В 1898—1899 годы командовал сотней в 1-м Екатеринодарском кошевого атамана Чепеги полку. В 1900 году произведён в полковники, в том же году назначен начальником штаба 39-й пехотной дивизии, а затем командиром 1-го Кавказского полка Кубанского казачьего войска. В 1904 году назначен в распоряжение Наместника Его Императорского Величества на Дальнем Востоке.
В июле того же года назначен начальником отряда разведчиков, с которым оперировал на левом фланге армии, у Беньсиху и в его окрестностях, до конца Ляоянских боев. В 1905 году назначен начальником канцелярии штаба тыла войск Дальнего Востока, а в 1907 году атаманом Майкопского отдела Кубанской области. В том же году произведён в генерал-майоры и 23 декабря 1907 года назначен начальником войскового штаба ККВ.

### Деятельность в Забайкалье
28 марта 1912 года Андрей Иванович был назначен военным губернатором Забайкальской области и наказным атаманом Забайкальского казачьего войска. Сразу после прибытия в область Андрей Иванович приступил к решению
накопившихся проблем: было введено управление в поселениях, возникших вдоль Забайкальской и Амурской железной дороги, построены новые больницы и увеличены штаты медицинских работников при них. Намечено в Чите открытие земской больницы с хорошо оборудованными хирургическими и гинекологическими отделениями. Он лично добивался разрешения на строительстве нового большого корпуса для хирургического отделения при Забайкальской общине Красного Креста. В 1913 г. в связи с созданием института уездных врачей впервые в области появилась сеть врачебных пунктов и лечебниц, в том числе и бактериологическая станция.

#### Первая мировая война
Во время войны войско выставило на фронт 9 полков, гвардейскую полусотню, конно-артиллерийский дивизион, 2 батареи, запасные части (всего около 14 000 человек). Один из инициаторов и исполнителей временных инструкций и циркуляров об уравнении в правах политических и уголовных каторжан. 24 июня 1915 года в честь Кияшко станица Ильдиканская 3-го военного отдела Забайкальского казачьего войска переименована в «Кияшковскую».

### Назначение в Семиречье
21 января 1917 года Кияшко был зачислен в резерв чинов при штабе Казанского, а 18 февраля — Кавказского военного округа. После Февральской революции назначен Временным правительством командующим войсками Туркестанского военного округа. В конце 1917 года выдвигался группой «черноморцев» при выборах атамана Кубани, но не прошёл. Он был человек правых, черносотенных взглядов. Убит солдатами охраны — бывшими политкаторжанами.
Имеет награды: ордена Святого Владимира 4-й и 3-й степеней, Святого Станислава 3, 2 и 1-й степеней, Святой Анны 3-й и 2-й степеней, медали, награждён Георгиевским оружием с надписью «За храбрость».

## Память

### Память в наименованиях
Имя Андрея Ивановича Кияшко было присвоено некоторым населённым пунктам.

#### Насёленные пункты
- станица Ильдиканская 3-го военного отдела Забайкальского казачьего войска 24 июня 1915 года была переименована в «Кияшковскую»

### Киновоплощения
Образ Кияшко как военного губернатора и наказного атамана использовался в советском кинематографе.

#### Исполнители
- Ларионов, Всеволод Дмитриевич — х/ф «Не имеющий чина» (1985)

## Награды
отечественные
ордена
- орден св. Владимира 4-й ст. с мечами и бантом, 3-й ст. (1905)
- орден св. Анны 2-й и 3-й ст.
- орден св. Станислава 1-й, 2-й, 3-й ст.
- орден Благородной Бухары 2-й ст.

наградное оружие
- Золотое оружие на Георгиевской ленте с надписью «За храбрость» (1907).

медали
- медаль «В память русско-японской войны» (1896)
- медаль Красного Креста «В память русско-японской войны»
- медаль «За труды по первой всеобщей переписи населения»
- медаль «В память 25-летия церковно-приходских школ»
- медаль «В память коронации Императора Николая II»
- медаль «В память 200-летия Полтавской битвы»
- медаль «За походы в Средней Азии 1853—1895»
- нагрудный крест «В память столетнего юбилея Павловского военного училища» (1898)